# Région métropolitaine de Tubarão

Localisation de la région métropolitaine de Tubarão

La région métropolitaine de Tubarão (Região Metropolitana de Tubarão en portugais) fut créée en 2002 par la loi n°221 de l'État de Santa Catarina, dissoute en 2007 par la loi n°381 de l'État de Santa Catarina et recréée en 2010 par la loi n°495.
Elle regroupe trois municípios formant une conurbation autour de Tubarão. Seize autres municipalités forment l'« aire d'expansion » de la région métropolitaine. Au total, 19 municipalités sont liées dans cette entité territoriale.
La région métropolitaine s'étend sur 521 km2 (4 553 km2 en comptant l'aire d'expansion) pour une population totale de près de 130 000 habitants en 2006 (près de 345 000 habitants en comptant l'aire d'expansion).

## Liste des municipalités
| Région métropolitaine | Région métropolitaine | Région métropolitaine |
| Ville                 | Population (hab.)     | Superficie (km²)      |
| --------------------- | --------------------- | --------------------- |
| Tubarão               | 95 339                | 300                   |
| Capivari de Baixo     | 20 539                | 53                    |
| Gravatal              | 12 667                | 168                   |
| Total                 | 128 545               | 521                   |

| Aire d'expansion   | Aire d'expansion  | Aire d'expansion |
| Ville              | Population (hab.) | Superficie (km²) |
| ------------------ | ----------------- | ---------------- |
| Laguna             | 49 568            | 441              |
| Imbituba           | 39 217            | 184              |
| Braço do Norte     | 30 772            | 221              |
| Orleans            | 20 024            | 550              |
| Jaguaruna          | 16 046            | 329              |
| Imaruí             | 11 906            | 542              |
| São Ludgero        | 10 494            | 120              |
| Sangão             | 9 883             | 83               |
| Armazém            | 7 447             | 173              |
| Treze de Maio      | 7 097             | 161              |
| Grão Pará          | 6 272             | 328              |
| Pedras Grandes     | 4 817             | 172              |
| Rio Fortuna        | 4 428             | 300              |
| São Martinho       | 3 197             | 225              |
| Santa Rosa de Lima | 2 089             | 203              |

Note : Pescaria Brava, municipalité nouvellement créée figurait indirectement dans les statistiques de 2006 au sein de Laguna.